# Tom, a nagy utazó
A Tom, a nagy utazó egy spanyol rajzfilmsorozat. Magyarországon a Minimax vetítette. Itthon legelőször 2005-ben mutatta be a csatorna, majd 2008-tól új részeket sugároztak.
A műsor a címadó főszereplőről szól, aki történetesen egy dinoszaurusz. Tomnak két ember barátja akad, Tip és Vanda személyében, akikkel együtt körbeutazza a világot. Az epizódok során érdekességeket is megtudhatunk az adott ország vagy földrész kultúrájáról. A sorozat fő ellenségeként egy Carter nevű személy, akinek feltett szándéka, hogy elkapja Tomot, és a cirkuszában tartsa. Ördögi terve megvalósításához segít két segédje is, ám minden epizódban pórul jár a három gonosztevő.
A produkció 26 epizódot élt meg. 2010-ben lekerült a Minimax műsoráról.